# مقاطعة ساتسوما

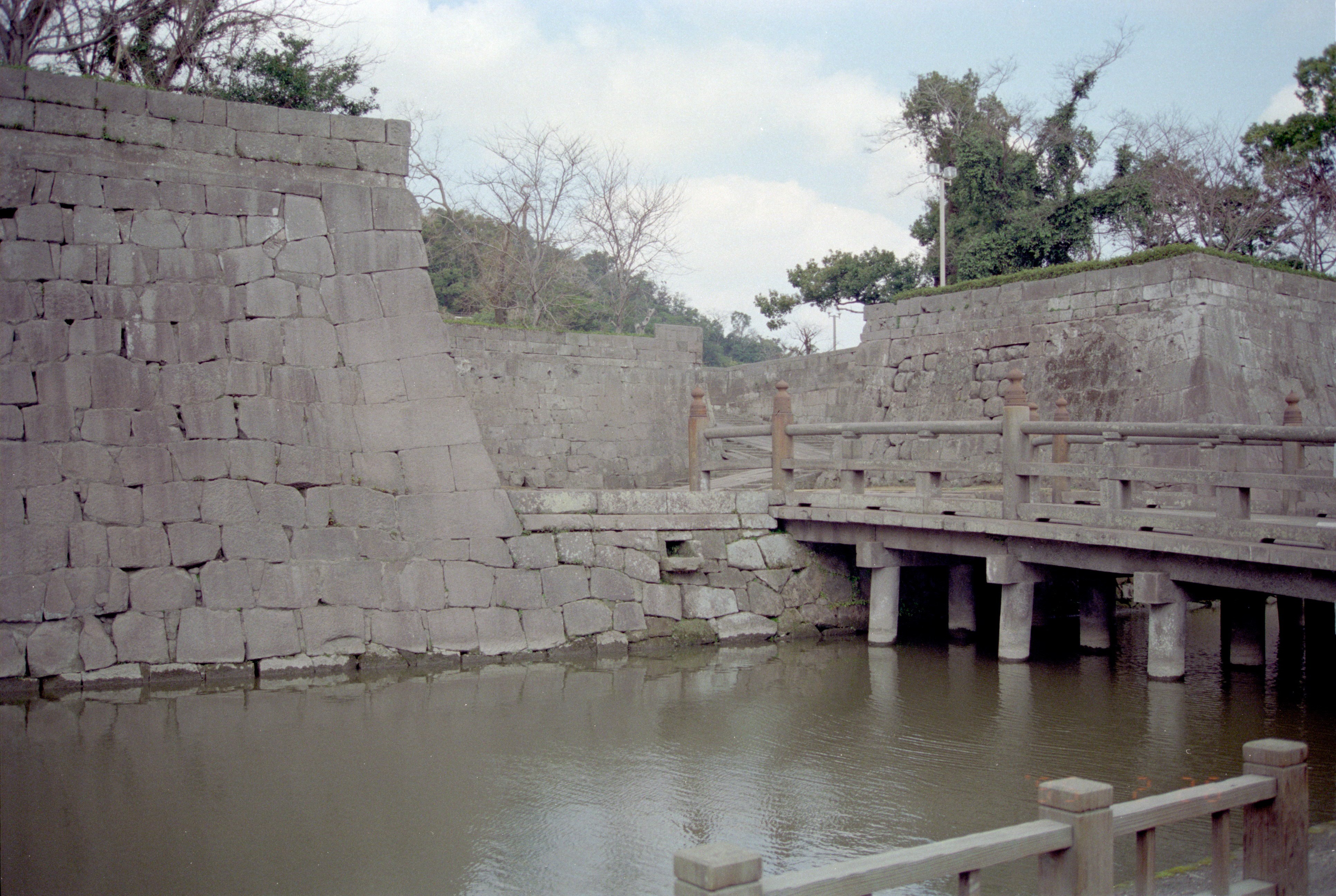
قلعة كوغوشيماجو

مقاطعة ساتسوما (باليابانية: 薩摩藩 ساتسوما هان) كانت أحد أهم الإقطاعات في اليابان أثناء فترة إيدو، ولعبت دورا رئيسيا في استعراش مييجي وفي حكومة ميجي فيما بعد. تقع اليوم هذه المقاطعة في محافظة كاغوشيما وأجزاء من محافظة ميازاكي من جزيرة كيوشو.